# Castagnole delle Lanze
Castagnole delle Lanze es una localidad y comune italiana de la provincia de Asti, región de Piamonte, con 3.758 habitantes.

## Evolución demográfica
| Gráfica de evolución demográfica de Castagnole delle Lanze entre 1861 y 2001 |
|                                                                              |
| Fuente ISTAT - elaboración gráfica de Wikipedia                              |